# Panzerzug VI.
Der Panzerzug VI. war ein Panzerzug der österreich-ungarischen Gemeinsamen Armee zur Zeit des Ersten Weltkrieges.

## Technische Daten

### Lokomotive
Die Lokomotive des Panzerzuges war die 377,362 der königlich Ungarischen Staatsbahnen (MÁV). Sie wurde 1897 von der MÁVAG in Budapest mit der Werksnummer 1153 an die MÁV geliefert. Nach dem Ersten Weltkrieg befand sie sich im Bestand der Tschechoslowakischen Staatsbahnen (ČSD). Sie erhielt dort später die Nummer 310.440.

### Maschinengewehrwagen

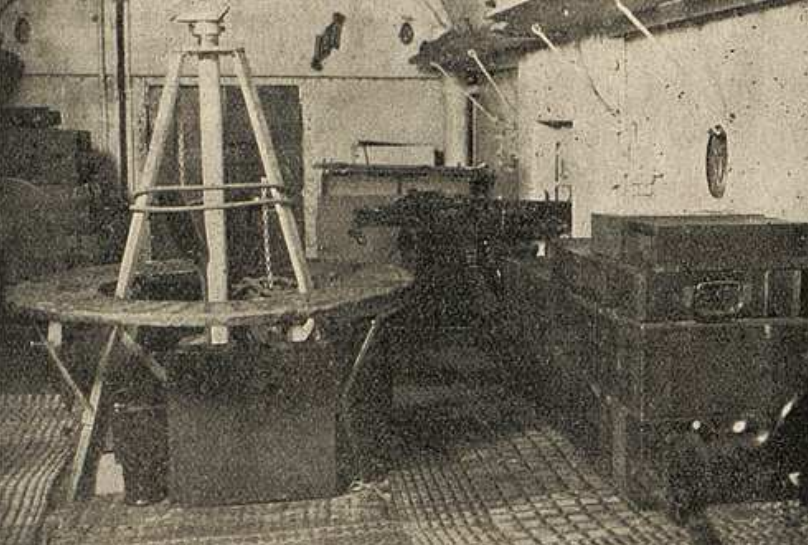
Innenansicht eines Maschinengewehrwagen, gut erkennbar das Dreifußgestell zur Fliegerabwehr

Der Panzerzug VI. verfügte über zwei Maschinengewehrwagen. Diese waren identisch ausgerüstet und jeweils vor und hinter der Panzerlokomotive angekoppelt. Beide verfügten über vier 8-mm-Maschinengewehre 07/12. Diese waren in Schießscharten angebracht, je zwei auf jeder Seite. Um sich gegen Flugzeuge wehren zu können, verfügte der Wagen über ein Dreibeingestell in der Mitte des Wagens. Alle Maschinengewehre konnten variabel eingesetzt werden, je nachdem auf welcher Seite mehr Feuerkraft benötigt wurde. Zusätzlich war es möglich, eines an der Rückseite anzubringen, um den rückwärtigen oder frontseitigen Raum abzudecken.
Nachdem der Zugkommandant den Zug übernommen hatte, stellte er mehrere Mängel fest und beantragte eine Kampfwertsteigerung der Maschinengewehrwagen. So wollte er, dass an den der Lokomotive abgewendeten Stirnseiten jeweils eine 7-cm-Schnellfeuerkanone M.8 eingebaut werden sollte. Weiterhin wollte er, dass die geneigten Schießscharten durch vertikale ersetzt werden. Dadurch würden die MG-Schützen mehr vom Vorfeld sehen und besser agieren können. Um den Panzerzug in der Nacht einsetzen zu können, sollte ein 35-cm-Acetylen-Staklich-Scheinwerfer auf dem Dach des ersten Wagens montiert werden. Diese Meldungen wurden dem General Tersztyánszky vorgelegt.
Nach einer kurzen Prüfung bewilligte er einige Vorschläge und die Umbauarbeiten an den Wagen begannen. Somit erhielten die Maschinengewehrwagen jeweils einen kleinen gepanzerten Kommandoturm auf dem Dach. Auch die Schießscharten wurden vereinfacht und mit verschließbaren Panzerplatten versehen. Um ein Geschütz am hinteren Maschinengewehrwagen einbauen zu können, sollte der Wasserbehälter entweder an die andere Rückwand oder unter den Wagen verlegt werden. Ganz entfernen durfte man diesen nicht. Die Montage eines Scheinwerfers wurde abgelehnt, da dieser unter anderem ein zu gutes Ziel in der Nacht abgegeben hätte. Auch wurde eine Ausstattung mit Flammenwerfern abgelehnt, da diese Konstruktion zu viel Platz wegnehmen würde und die Brennflüssigkeit innerhalb von zehn Minuten bereits verbraucht sein würde. Die Ausstattung mit Kanonen wurde ebenfalls zugesagt und war bereits geplant.

### Abstoßwagen
Der Abstoßwagen oder Materialwagen wurde vor dem Panzerzug gekoppelt. Er sollte als erstes Fahrzeug auf Minen auffahren oder gelockerte Gleisstücke aufzeigen und so den wichtigen Teil des Panzerzuges schützen. Zusätzlich wurden auf dem Wagen Gleisstücke, Bahnschwellen, Wagenheber, Sägen und weiteres Material transportiert, welches einsatzbereit verzurrt wurde.

## Einsatz
Am 5. August 1915 befand sich der Panzerzug VI. bei Ruma in Syrmien und absolvierte eine Scharfschießübung. Der Panzerzug stand bei Cornji dol zwischen Pavlovci und Vrdnik auf der Bahntrasse und nahm aufgestellte Ziele mit den Maschinengewehren unter Beschuss. Das Ergebnis war erschreckend, denn von 925 abgegebenen Schüssen haben lediglich 81 die Ziele getroffen – eine Bilanz von 9 % aus einem stehenden Zug.
Am 2. September 1915 gab es ein weiteres Übungsschießen, diesmal bei Nacht. Hier sollten, mit Hilfe von Leuchtpistolen und Scheinwerfer, Ziele beschossen werden. Das ganze Übungsschießen fand in Gornjidol zwischen Pavlovci und Vrdnik statt. Beim ersten Schießen stand der Zug still und es wurden 2164 Patronen verschossen. Diesmal trafen lediglich 68 die Ziele (3 %). Das zweite Schießen fand im fahrenden Zug statt. Hierbei wurden 1160 Patronen verschossen und 59 fanden das Ziel (5 %).
Im November 1915 wurde der Panzerzug VI. zusammen mit dem Panzerzug I., dem Panzerzug VII. und dem Panzerzug IX. zur Grenzsicherung nach Siebenbürgen verlegt. Stationiert wurde der Panzerzug VI. in den Südkarpaten bei Brașov. Dort war es für alle Panzerzüge vorerst sehr ruhig. Die Einsatzzeit begann erst im Sommer 1916, als die Brussilow-Offensive am 4. Juni 1916 startete. Dabei wurde dem Panzerzug VI. als Kampflinie die Eisenbahnlinie zwischen den Orten Tömös, Brașov, Brașov-Otohán und Brașov-Apácza sowie die Strecke zwischen Homorod und Köhalom zugewiesen. Nachdem die Strecken durch den Panzerzug und Infanterie geräumt und gesichert wurden, setzte man den Panzerzug beim Brückenkopf von Gyulafehérvár ein.

## Zugpersonal
Die ersten Tage im Panzerzug VI. waren für den Kommandanten sehr anstrengend. Er sprach als einziger im Panzerzug deutsch, während die Unteroffiziere und Mannschaften nur ungarisch, rumänisch, kroatisch oder tschechisch sprachen. Es war daher kaum möglich Befehle zu erteilen. Dementsprechend wurde der dienstführende Feldwebel durch einen anderen ersetzt, welcher die deutsche, ungarische und kroatische Sprache beherrschte.
Das Zugpersonal bestand aus Infanteristen der 3./VIII 53 und 3./XI 53. Diese Soldaten waren aber schwach und kränklich und fielen einer nach dem anderen aus. Sie mussten ersetzt werden und so verfasste der Zugkommandant am 5. August 1915 einen Brief mit der Bitte um Ersatz von 23 Mann. Diese sollten bevorzugt der deutschen oder kroatischen Sprache mächtig sein. Weiterhin sollte ein zweiter Offizier in dem Panzerzug stationiert werden, damit in jedem Kampfwagen ein Offizier als Kommandant vorhanden sei.
- Zugkommandant: Kadett in der Reserve K. Kempf

## Zugzusammensetzung
Die Zugzusammensetzung wird von vorne nach hinten aufgezählt:
- 1 Maschinengewehrwagen (Seriennummer: 140 942)
- 1 Panzerlokomotive 377,362
- 1 Maschinengewehrwagen (Seriennummer: S 149 902)